# Евфрузина Янушівна Острозька
Евфрузина Янушівна Острозька (пол. Eufrozynę Ostrogska; між 1582 та 1596 — 1628) — руська (українська) княжна XVI сторіччя, донька кн. Януша Острозького та його першої дружини Сюзанни Середі, дружина кн. Олександра Заславського, урядника українських земель Речі Посполитої.

## Біографія
Евфрузина народилася між 1582 та 1596 роками. Мала сестру Елеонору.
У 1603 році була видана заміж за князя Олександра Заславського. Для роду Заславських це був престижний та вигідний шлюб. У подружжя народилося восьмеро дітей. Мешкала родина у Новозаславському замку.

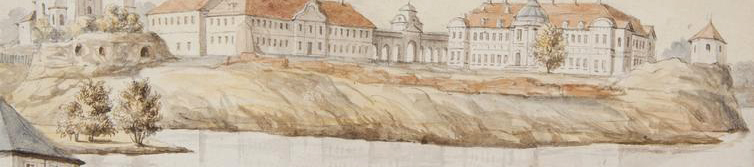
Новозаславський замок, малюнок Наполеона Орди

У 1609 році Януш Острозький зі значної частини своїх володінь заснував майорат, статут якого усував від цієї спадщини нащадків брата Олександра. Фундаційний акт Острозького майорату визначав, що маєток мусить перейти синові князя Януша, якщо такий народиться, а як ні —то онуку, тобто сину Евфрузини та Олександра Заславського.
Оскільки після смерті Януша у 1620 році не лишилося спадкоємців чоловічої статі, то заснована ним Острозька ординація, до складу якої входило приблизно 600 сіл та 24 міста, — як то і було передбачено фундаційним актом — перейшла до рук Заславських. Окрім іншого, статут ординації вимагав від її власника утримувати Дубенську фортецю. Першим ординатом мав стати старший син Франциск, але хлопчик трагічно загинув у 1622 році, випавши з вікна. По ньому успадкував маєток його молодший брат Владислав-Домінік.
У 1628 році Єфросинія померла. Чоловік пережив її на рік.

## Родина
Чоловік — Олександр Заславський
Дітиː
- Франциск (1606—1621) — одруженим не був, дітей не мав;
- Кароль (після 1605—?);
- Януш Василь (після 1605—?) — помер у ранньому віці;
- Сузанна (після 1606—близько 1625);
- Констанція (після 1606—1630) — дружина ордината Пиньчувського Фердинанда Гонзага-Мишковського, дітей не мала
- Владислав Домінік (1616—1656) — острозький ординат у 1621—1656 роках, був двічі одруженим, мав трьох дітей;
- Костянтин Олександр (1620—1642) — одруженим не був, дітей не мав;
- Януш Ісидор (1622—1649) — одруженим не був, дітей не мав.